# Fredericus Anna Jentink

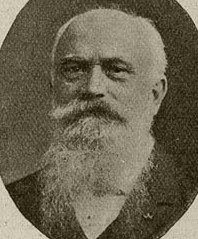
Fredericus Anna Jentink

Fredericus Anna Jentink (* 20. August 1844 in Wymbritseradiel, Provinz Friesland; † 4. November 1913 in Leiden) war ein niederländischer Zoologe.

## Leben und Wirken
1875 wurde Jentink Präparator am Rijksmuseum van Natuurlijke Historie (heute Naturalis) und übernahm 1884 von Hermann Schlegel den Direktorenposten, den er bis zu seinem Tod im Jahre 1913 innehielt. Daneben war er Herausgeber des Museumsjournals „Notes from the Leyden Museum“. 1895 war er Vorsitzender des dritten Internationalen Zoologischen Kongresses in Leiden und gehörte neben Philip Lutley Sclater, Raphaël Blanchard (1857–1919), Julius Victor Carus und Charles Wardell Stiles (1867–1941) zu den Gründungsmitgliedern der International Commission on Zoological Nomenclature. Jentinks Forschungsschwerpunkt war die Systematik der Säugetiere. Er beschrieb mehrere Beutelsäuger-, Fledermaus- und Nagetiertaxa, darunter den Spitzhörnchenbeutler, Schlegels Ringbeutler, die Van-Bemmelen-Bulldoggfledermaus, den Weißflügelvampir, Jentinks Bilch sowie die Kleezahn-Riesenratte. 1886 beschrieb er die Meerkatzenart Cercopithecus signatus (auf Deutsch manchmal als Jentinks Meerkatze bezeichnet) auf der Basis eines verendeten Tieres aus dem Diergaarde Blijdorp in Rotterdam. Das Museum Leiden erwarb das Exemplar im Jahre 1877 und es ist bis heute unklar, welche Herkunft diese Affenart hat. Alternativ wird eine Hybride aus Großer Weißnasenmeerkatze und Blaumaulmeerkatze vermutet.
Zu den wissenschaftlichen Publikationen Jentinks zählen Catalogue ostéologique des mammifères (1887), Catalogue systématique des mammifères (1892) und Mammals Collected by the Members of the Humboldt Bay and the Merauke River Expeditions:Nova Guinea (1907).

## Dedikationsnamen
Der Zoologe Oldfield Thomas benannte 1887 das Jentink-Hörnchen und 1892 den Jentink-Ducker zu Ehren von Fredericus Anna Jentink.